# Kudymkar
Kudymkar (rusky a komi-permjacky Куды́мкар) je město v Rusku, bylo střediskem Komi-permjackého autonomního okruhu před jeho zrušením. Nyní je součástí Permského kraje. Město leží na Uralu v nadmořské výšce 175 m 1 080 km od Moskvy. Čítá necelých 30 000 obyvatel. Čas ve městě je UTC+5.

## Historie
Město bylo založeno nejpozději v 16. století, první písemná zmínka o něm pochází z roku 1579.